# 韋厚
韋厚（1450年—1504年），字原載，號翠屏，浙江湖州府長興縣人，民籍，明朝政治人物。

## 生平
成化十九年（1483年）癸卯科浙江鄉試第七名舉人。成化二十三年（1487年）中式丁未科會試第一百四名，三甲第一百六十八名進士。初授江西贵溪县知县，弘治十一年（1498年）调任湖廣麻城縣知縣。升黄州府同知，以考绩便道过家，以疾卒于湖州僧舍，知府何显治其殡殓。著有《翠屏诗集》四卷。

## 家族
曾祖韋宏海；祖父韋克恭；父韋齡，母錢氏；繼母錢氏。具庆下。